# IC 5295
IC 5295 је галаксија у сазвјежђу Пегаз која се налази на листи објеката дубоког неба у Индекс каталогу.
Деклинација објекта је + 25° 7' 16" а ректасцензија 23h 15m 29,1s. Привидна величина (магнитуда) објекта IC 5295 износи 14,7 а фотографска магнитуда 15,7. IC 5295 је још познат и под ознакама CGCG 475-52, NPM1G +24.0531, PGC 70839.